# Bitwa pod Kilikijowem

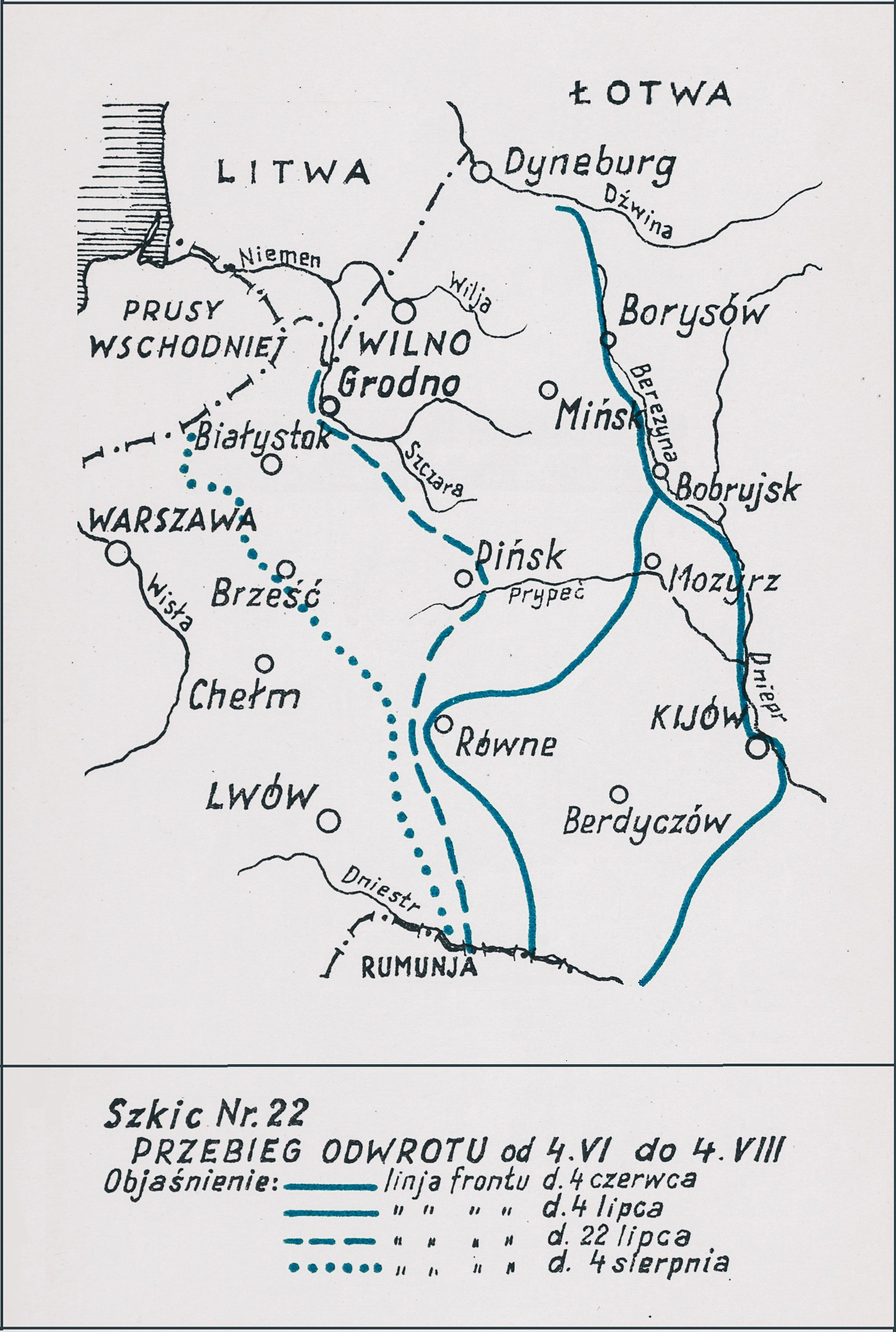
Adam Przybylski,
Wojna polska 1918–1921

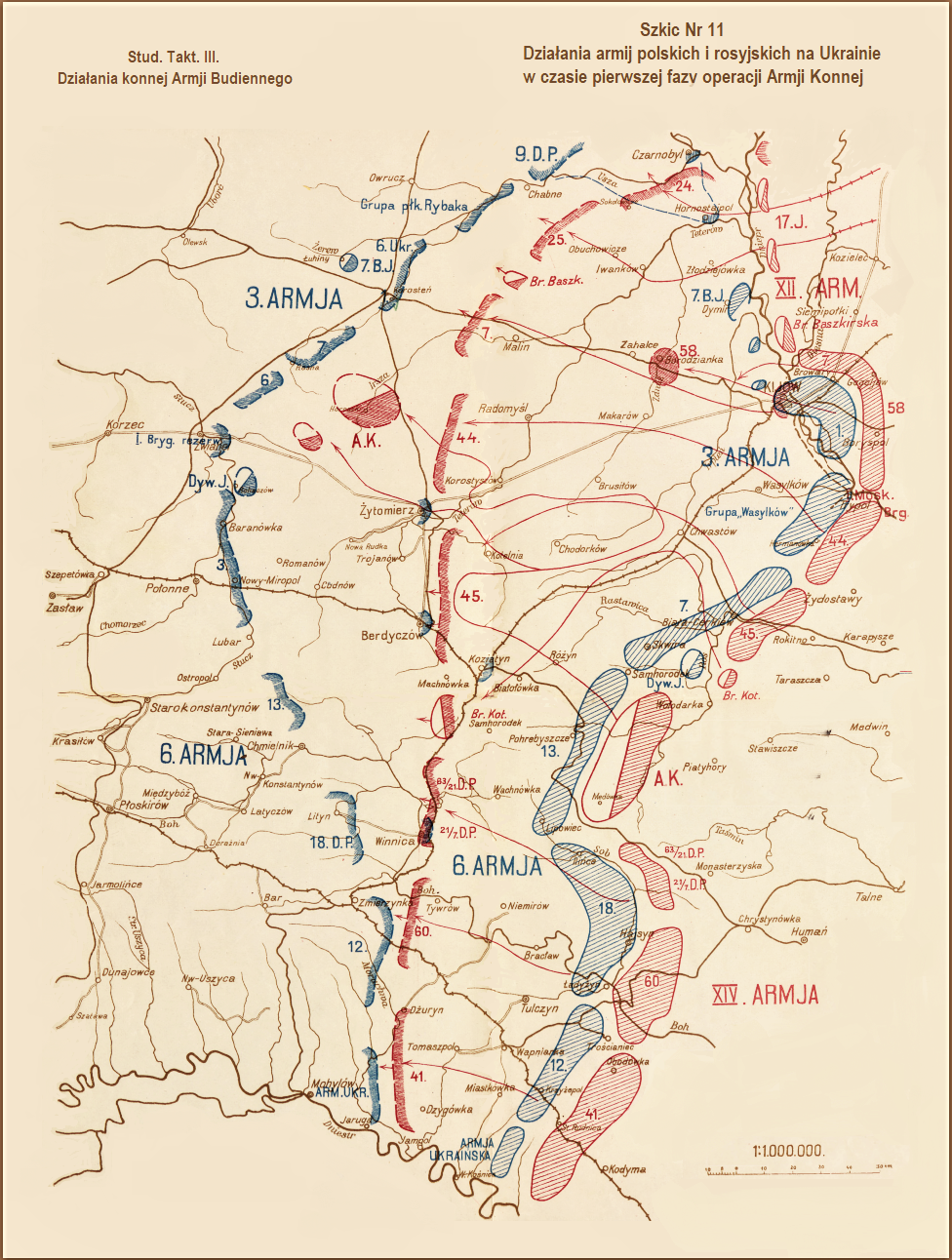
Mieczysław Biernacki,
Działania armji konnej Budiennego w kampanji polsko-rosyjskiej 1920 r.

Bitwa pod Kilikijowem – walki polskiej Dywizji Jazdy gen. Jana Sawickiego z oddziałami sowieckiej 6 Dywizji Kawalerii i 11 Dywizji Kawalerii F.M. Morozowa toczone w okresie ofensywy Frontu Południowo-Zachodniego w czasie wojny polsko-bolszewickiej.

## Sytuacja ogólna
Po spektakularnym sukcesie wojsk polskich na Ukrainie i zajęciu 7 maja 1920 Kijowa, front ustabilizował się na linii od Prypeci, wzdłuż Dniepru, przez Białą Cerkiew, Skwirę, Lipowiec, Bracław, Wapniarkę do Jarugi nad Dniestrem.
Armia Czerwona wykorzystała zastój na reorganizację sił i przygotowanie ofensywy. W rejon działań przybyła 1 Armia Konna Siemiona Budionnego. 26 maja rozpoczęła się sowiecka ofensywa na Ukrainie, a już 5 czerwca trzy dywizje sowieckiej 1 Armii Konnej przełamały trwale polski front na odcinku obrony grupy gen. Jana Sawickiego.
Sowiecki plan kontrofensywy na Ukrainie przewidywał odcięcie polskiej 3 Armii gen. Edwarda Rydza-Śmigłego, zgrupowanej w rejonie Kijowa, poprzez opanowanie Korostenia siłami 12 Armii, oraz Koziatyna i Żytomierza przez 1 Armię Konną Siemiona Budionnego. 10 czerwca odwrót spod Kijowa w kierunku na Korosteń rozpoczęła polska 3 Armia. 16 czerwca polska 3 Armia dotarła do Uszy i rozpoczęła zajmowanie wyznaczonych jej pozycji obronnych, a 22 czerwca większość sił posiadała już na Uborci. 27 czerwca 1 Armia Konna przełamała polską obronę na Słuczy na południe od Zwiahla, na odcinku bronionym przez I Brygadę Piechoty (rez.).  Kawaleria Budionnego wdarła się w lukę między lewym skrzydłem 6 Armii a grupą gen. Leona Berbeckiego z 2 Armii. Na zagrożony kierunek w rejon Korca dowództwo polskiego Frontu Ukraińskiego skierowało Dywizję Jazdy gen. Sawickiego.

## Walki pod Kilikijowem
28 czerwca polska Dywizja Jazdy gen. Jana Sawickiego weszła w ugrupowanie obronne 3 Dywizji Piechoty Legionów i stanęła w Kilikijowie.
4 Brygada Jazdy płk Konstantego Plisowskiego miała uderzyć od południa, zaś 3 Brygada Jazdy  obsadzić szosę Korzec – Zwiahel. Nim jednostki polskie przygotowały się do ataku, na 8 pułk ułanów mjr. Henryka Brzezowskiego stacjonujący w Pieczywodach i dywizjon 1 pułku ułanów stacjonujący w Kutkach uderzyła jazda Budionnego. Na Kutki maszerował bez ubezpieczeń sowiecki 63 pułk kawalerii. Dowódca polskiego dywizjonu wpuścił Kozaków do miejscowości i wtedy uderzył. Krótka walka zakończyła się rozproszeniem zaskoczonego pułku.
Jednak w stronę Kilikijowa ciągnęły też pułki 6 Dywizji Kawalerii. Dywizjon 1 pułku ułanów z pościgu musiał przejść do działań opóźniających. Prowadziły je 2 i 3 szwadron. Ogniem ckm-ów szwadrony broniły przeprawy przez Korczyk, a już w samym Kilikijowie 2 szwadron wykonał szarżę, odrzucając z wioski nacierających Kozaków. Przy wykonywaniu szarży dostał się do niewoli polski ułan wożący znaczek szwadronu. Kolejna szarża ułanów odbiła ułana wraz ze znakiem.
W tym czasie na prawo od 1 pułku ułanów walkę prowadził 8 pułk ułanów. W pewnym momencie został on odcięty od sił głównych 4 Brygady Jazdy i musiał przebijać się przez pierścień okrążenia. Pozostałe pułki 4 BJ toczyły zaciętą walkę między Trościańcem a Muchorowem z próbującymi otoczyć ją brygadami sowieckiej 11 Dywizji Kawalerii.

## Bilans walk
Uporczywe walki 8. i 1 pułku ułanów pozwoliły na bezkolizyjną ewakuację sztabu i artylerii Dywizji Jazdy. Porażka pod Kilikijowem przekreśliła plany gen. Jana Sawickiego uderzenia na Korzec. Polskie pułki jazdy poniosły wysokie straty osobowe, a stan bojowy dywizji po bitwie wynosił zaledwie około 800 ludzi.